# うるまでが〜まる
うるまでが〜まる（URUMA de GAMAR）は、テレビ埼玉（テレ玉）などで2009年1月8日より3月23日まで放送されたバラエティ番組。
「“ダメな大人”を再教育する番組」をコンセプトとして、子供番組風の体裁をとる。うるまでるびによるイラストレーションとが〜まるちょばによるパントマイムで構成される。DVDは全6巻。

## 出演
- が〜まるちょば
- うるまでるび…番組内のイラストレーション全般を担当。自らも番組内に登場する。
- 仲村みう…『おとなのお姉さん』役
- コロッケ…ナレーション

## テーマ曲
- 「Look up to the sky」YURI

## 放送局
| 放送地域       | 放送局           | 放送期間               | 放送曜日・時間           | 系列           |
| -------------- | ---------------- | ---------------------- | ------------------------ | -------------- |
| 埼玉県         | テレ玉           | 2009年1月5日 - 3月23日 | 毎週月曜日 23:30 - 24:00 | 独立局         |
| 近畿広域圏     | 関西テレビ       | 2009年1月13日 -        | 毎週火曜日 26:29 - 26:59 | フジテレビ系列 |
| 千葉県         | チバテレビ       | 2009年1月8日 -         | 毎週月曜日 23:00 - 23:30 | 独立局         |
| 神奈川県       | テレビ神奈川     | 2009年1月15日 -        | 毎週木曜日 21:00 - 21:30 | 独立局         |
| 静岡県         | 静岡第一テレビ   | 2009年1月20日 -        | 毎週火曜日 25:29 - 25:59 | 日本テレビ系列 |
| 山形県         | さくらんぼテレビ | 2009年                 | 火曜日 不定期放送        | フジテレビ系列 |
| 東海広域圏     | 東海テレビ       | 2009年                 | 土曜日 不定期放送        | フジテレビ系列 |
| 福岡県         | 福岡放送         | 2009年                 | 土曜日 不定期放送        | 日本テレビ系列 |
| 宮城県         | ミヤギテレビ     | 2009年 -               | 不定期放送               | 日本テレビ系列 |
| 青森県         | 青森放送         | 2009年10月2日 -        | 金曜日 25:25 - 25:40     | 日本テレビ系列 |
| 福島県         | 福島放送         | 2009年                 | 金曜日 不定期放送        | テレビ朝日系列 |
| BS全国放送     | TwellV           | 2010年5月12日 -        | 毎週水曜日 19:30 - 20:00 |                |
| 北海道         | 札幌テレビ       | 2010年4月16日 -        | 毎週金曜日 25:58 - 26:28 | 日本テレビ系列 |
| 岡山県・香川県 | 山陽放送         | 2012年5月13日 -        | 毎週日曜日 25:20 - 25:50 | TBS系列        |